# 213省道 (浙江省)
213省道又名浒溪线，是浙江省东部的一条省道，原编号为33。省道全线位于宁波市境内，起自慈溪市浒山街道，终于宁波市奉化区溪口镇，全长113.15千米。线路经过慈溪市浒山街道、横河镇，余姚市梁弄镇、大岚镇、四明山镇，于奉化区溪口镇和309省道（江口-拔茅线）相交。213省道途径奉化溪口-雪窦山5A级旅游景区，但由于地处四明山区，因而道路等级较低，一度为浙江省内道路等级最低的省道。2009年起，213省道开始一系列的大修，道路等级有了一定的提升。

## 历史
213省道最早建成的路段为1929年建成的溪口至入山亭段，为原宁波至奉化公路的末段。浒山至余姚段建成于1934年12月。余姚至梁弄段始建于1948年5月，后工程多次中断，直至1955年2月方建成通车。1957年起至1970年9月，相继建成四明山区各段，全线于1970年9月建成通车。此后经过多次改造，慈溪至余姚梁弄段达到一级公路标准。而梁弄车岗头至奉化段由于地处四明山区，长期为四级公路标准。2009年起，自梁弄车岗头至奉化段开始改建。目前，奉化段已改建完成，而梁弄至奉化段计划于2013年6月改建完成。